# In vivo
Những thí nghiệm được gọi là in vivo (tiếng Latin cho "trong cơ thể sống"; thường viết không nghiêng trong tiếng Anh) là trong đó những tác động của các tổ chức sinh học được thử nghiệm trên toàn bộ, sinh vật hoặc các tế bào còn sống, thường là động vật, kể cả con người, và thực vật, trái ngược với một các mẫu mô rời hoặc các sinh vật đã chết. Đừng nhầm lẫn in vivo với các thí nghiệm được thực hiện in vitro ("bên trong ống nghiệm"), ví dụ, trong môi trường phòng thí nghiệm với ống nghiệm, đĩa petri, vv. Ví dụ về thí nghiệm in vivo bao gồm: nghiên cứu sự phát triển của bệnh bằng cách so sánh tác động của nhiễm vi khuẩn với tác dụng của độc tố vi khuẩn tinh khiết; sự phát triển của thuốc kháng sinh, thuốc kháng vi-rút và thuốc mới nói chung; và các thử nghiệm phẫu thuật mới. Do đó, thử nghiệm trên động vật và thử nghiệm lâm sàng là những yếu tố chính trong nghiên cứu in vivo. Xét nghiệm in vivo thường được tận dụng hơn là in vitro vì nó phù hợp hơn để quan sát hiệu quả tổng thể của một thí nghiệm đối với một cơ thể sinh vật. Ví dụ, trong nghiên cứu về thuốc, xác minh hiệu quả trong toàn cơ thể là rất quan trọng, vì xét nghiệm in vitro đôi khi có thể mang lại kết quả sai lệch hoặc không liên quan đến tác dụng thực sự trong cơ thể (ví dụ, vì các phân tử đó không thể tới được vị trí để hoạt động in vivo, chẳng hạn do kết quả của sự dị hóa nhanh trong gan).
Nhà vi sinh học người Anh Giáo sư Harry Smith và các cộng sự của ông vào giữa những năm 1950 cho thấy tầm quan trọng của nghiên cứu in vivo. Họ phát hiện ra rằng dịch lọc vô trùng của huyết thanh từ động vật bị nhiễm vi khuẩn Bacillus anthracis (vi khuẩn than) gây tử vong cho các động vật khác, trong khi đó dịch lọc từ chất nuôi cấy từ cùng một sinh vật phát triển trong ống nghiệm thì không. Phát hiện độc tố bệnh than thông qua việc sử dụng các thí nghiệm in vivo có ảnh hưởng lớn đến các nghiên cứu về bệnh sinh của bệnh truyền nhiễm.
Câu châm ngôn in vivo veritas ("chân lý nằm ở sinh vật") được sử dụng để mô tả loại thí nghiệm này và là một cách đọc lái của câu in verino vino, ("chân lý nằm trong rượu"), một câu tục ngữ nổi tiếng.